# Verwaltungsgemeinschaft „Kyffhäuser“ Berga-Kelbra-Tilleda
In der Verwaltungsgemeinschaft „Kyffhäuser“ Berga-Kelbra-Tilleda waren im sachsen-anhaltischen Landkreis Sangerhausen die Gemeinden Berga und Tilleda sowie die Stadt Kelbra zusammengeschlossen. Am 1. Januar 2004 wurde sie mit der Verwaltungsgemeinschaft Helme zur neuen Verwaltungsgemeinschaft Goldene Aue zusammengeschlossen.